# كاثرين سياشوك
كاثرين سياشوك هي ممثلة كولومبية ولدت في 21 يناير 1972.

## روابط خارجية
- كاثرين سياشوك على موقع IMDb (الإنجليزية)
- كاثرين سياشوك على موقع ألو سيني (الفرنسية)
- كاثرين سياشوك على موقع قاعدة بيانات الفيلم (الإنجليزية)
- كاثرين سياشوك على موقع كينوبويسك (الروسية)